# Apamea apenninigena
Apamea apenninigena là một loài bướm đêm trong họ Noctuidae.